# M'diq
Rincón, M'Diq eller Mediek (arabisk: المضيق, oversat hjørne) er en badeby på nordkysten af Marokko, og er hovedstaden i provinsen M'diq-Fnideq, som er en del af provinsen, Tanger-Tétouan. Byens gennemsnitlige højde m.o.h. er 30 m, mens det højeste punkt er 90 m. En person fra byen, kaldes en Mdikis.
M'diq, er en del af Jebala og ligger 15 km nord for Tetuão og 30 km syd for Ceuta. Kommunen grænser, op til Fnideq, mod nord, Mellaliyine, mod syd, Alliyene mod vest, og middelhavet mod øst.
Hovederhvervet i byen er turisme (mere end 100,000 turister årligt) og fiskeri.
Det urbane område er på 4,8 km², mens byområdet er på 1,53 km ². Byen havde 60,000 indbyggere i 2003. I 2004 havde byen 36,596 indbyggere og 54,868 i 2012.
SNIM (M'Diq's Sailing Week/Semaine nautique internationale de M'Diq) er en af de vigtigste turistattraktioner. Det arrangeres en gang årligt af M'Diq Royal Yachting Club i samarbejde med den lokale regering, og det marokkanske sejladsforbund. Begivenheden sponsoreres af forskellige kommercielle firmaer. Udover, sejlads omfatter den også flere uger med socio-kulturelle begivenheder.

## Etymologi
M'diq som det ofte udtales, eller som små grupper udtaler det "mediek" eller "madiak" er et arabisk ord som betyder "hjørne" eller "smalt", ligesom rincón på spansk. Navnet skyldes det faktum, at byen mod syd grænser op til en lille bjergkæde, som strækker sig mod havet nær Al marsa. Byen er også kendt som Mid̨īq, Mdiq, Mʿdiq, al-Midīq' eller MʿDiq.

## Havnen
Byens havn er opdelt i to dele: en til turisme og en til fiskeri. Begge er fornylig blevet udvidet, dels for at forbedre mulighederne for turisterne, dels for at udvide havnekapaciteten. I havnen kan man desuden også spise fisk for relativt få penge. M'Diq, er en populær destination for beboere i nærheden af Ceuta. Havnen blev etableret i 1970.